# Nippon Steel
Nippon Steel (Japans: 日本製鐵株式會社, Nippon Seitetsu Kabushiki-gaisha) is het grootste Japanse staalbedrijf. In oktober 2012 fuseerde het met Sumitomo Metal Industries. Na de fusie ging de combinatie verder onder de naam Nippon Steel & Sumitomo Metal (NSSMC), maar op 1 april 2019 werd dit weer Nippon Steel Corporation.

## Activiteiten
Het bedrijf stond in 2022 op de vierde plaats van de grootste staalbedrijven ter wereld met een staalproductie van 44 miljoen ton. De grootse staalproducent was China Baowu Group met 132 miljoen ton staal, op nummer twee staat ArcelorMittal met 69 miljoen ton en op de derde plaats Ansteel met 56 miljoen ton.
In de laatste vijf jaren tot maart 2020 produceerde het bedrijf gemiddeld zo'n 47 miljoen ton staal per jaar. Het was verantwoordelijk voor bijna de helft van de totale staalproductie in Japan in 2020. Van de totale omzet wordt zo'n 40% buiten Japan gerealiseerd.
De onderneming heeft vijf activiteiten, waarvan de staalproductie veruit het belangrijkst is met een omzetaandeel van bijna 90% in het totaal.
- Staal en staalproducten
- Ontwerp en bouw van fabrieken voor de productie van onder andere staal, chemische producten en energie
- Chemicaliën
- Nieuwe materialen
- Informatietechnologie

Het bedrijf heeft een gebroken boekjaar dat stopt per 31 maart.

### Resultaten
In de onderstaande tabel staan enkele belangrijke financiële en operationele gegevens. In 2012 vond de fusie plaats met Sumitomo Metal Industries en dit verklaart de grote sprong in de cijfers tussen 2010 en 2015. In 2017 veranderde het bedrijf van boekhoudregels, het ging van de Japanse regels (JAAP) naar de internationale standaard (IFRS). De stijging tussen 2017 en 2018 is deels toe te schrijven aan de consolidatie van Nisshin Steel.
In 2013 was de totale uitstoot van koolstofdioxide (CO2) 107 miljoen ton. Het bedrijf heeft zich tot doel gesteld de uitstoot met 30% te reduceren in het jaar 2030, met 2013 als basisjaar. In 2021 lag het bedrijf redelijk op schema, de uitstoot was gedaald naar 87 miljoen ton. 2013 was met bijna 55 miljoen ton staal een extreem goed jaar en de uitstoot daardoor navenant hoog. De uitstoot per geproduceerde ton staal is nagenoeg gelijk gebleven en ligt rond de 1,95 ton CO2.
Het bedrijf hanteert een gebroken boekjaar dat stopt per 31 maart. Het jaar 2024 heeft betrekking op het boekjaar dat stopt per 31 maart 2025.
| Jaar | Omzet | Netto-resultaat | Ruwstaal productie (×1000 ton) | Werknemers |
| ---- | ----- | --------------- | ------------------------------ | ---------- |
| 2000 | 2681  | 11              | 25.620                         |            |
| 2005 | 3389  | 221             | 32.790                         | 46.451     |
| 2010 | 4110  | 93              | 34.920                         | 59.183     |
| 2015 | 4907  | 145             | 44.530                         | 84.837     |
| 2016 | 4633  | 131             | 45.170                         | 92.309     |
| 2017 | 5669  | 195             | 46.820                         | 93.557     |
| 2017 | 5713  | 181             | 47.020                         | 97.996     |
| 2018 | 6178  | 251             | 47.840                         | 105.796    |
| 2019 | 5922  | −432            | 47.050                         | 106.599    |
| 2020 | 4829  | −32             | 37.650                         | 106.226    |
| 2021 | 6808  | 637             | 44.460                         | 106.528    |
| 2022 | 7976  | 694             | 40.320                         | 106.068    |
| 2023 | 8868  | 549             | 40.510                         | 123.639    |
| 2024 | 8695  | 350             | 39.640                         |            |

## Geschiedenis
Japan had aan het begin van de 20e eeuw grote hoeveelheden staal nodig om te moderniseren. In 1901 begon het overheidsbedrijf Yawata Works met de staalproductie. In 1909 werd ook Wanishi Iron Works opgericht. Die fuseerde in 1934 met de staalafdelingen van vier grote bedrijven tot Japan Iron & Steel Company. In 1950 werd dat bedrijf stopgezet en werden Yawata Iron & Steel Company en Juji Iron & Steel Company opgestart. De twee fuseerden in 1970 tot Nippon Steel. Een jaar later werd met Fuji Sanki Pipe & Tube Company al een eerste overname gedaan.
Nippon Steel besloot te diversificeren toen het in de jaren 1980 in verliezen was geraakt. De vraag naar staal was sterk gedaald en er werden hoogovens gesloten. In 1974 had Nippon Steel al een ingenieursafdeling gestart, en een divisie Nieuwe Materialen volgde in 1984 en in 1986 een elektronica-afdeling. In 1993 schreef Nippon Steel opnieuw rode cijfers na enkele winstgevende jaren. Na kostenbesparingen was het bedrijf er in 1995 opnieuw bovenop. Tot eind jaren 1990 en de eerste jaren van de 21e eeuw die opnieuw moeilijk waren. De laatste jaren waren opnieuw sterk winstgevend door de sterke vraag naar staal vanuit onder meer China.

### Fusie met Sumitomo Metal Industries
In oktober 2012 fuseerde Nippon Steel met het nummer drie staalbedrijf in Japan, Sumitomo Metal Industries. Het was de grootste fusie in tien jaar tijd in de Japanse staalsector. De combinatie heeft een productiecapaciteit van circa 50 miljoen ton staal en staat hiermee op de tweede plaats van grootste staalproducenten ter wereld, na ArcelorMittal. In 2009 produceerden de twee in totaal 37,5 miljoen ton staal. De combinatie gaat verder onder de naam Nippon Steel & Sumitomo Metal (NSSMC). Op 1 april 2019 werd de naam weer gewijzigd in Nippon Steel Corp.

### Overname Nisshin Steel
In maart 2017 naam NSSMC 51% van Nisshin Steel over. Nisshin Steel was een middelgrote Japanse staalproducent met een ruwstaalcapaciteit van ruim 4 miljoen ton op jaarbasis. De overname kaderde in een consolidatiegolf nadat de wereldstaalprijzen waren ingezakt. In 2020 ging Nisshin Steel volledig op in Nippon Steel.

### Overnamebod U.S. Steel
In december 2022 deed het bedrijf een overnamebod op U.S. Steel ter waarde van US$ 14,9 miljard in contanten. Eerder hadden Cleveland-Cliffs en ArcelorMittal ook interesse getoond. het bod van US$ 55 per aandeel ligt zo'n 140% boven het niveau van 11 augustus, de laatste handelsdag voordat Cleveland-Cliffs als eerste een bod uitbracht op de Amerikaanse staalgigant. Het bestuur van U.S. Steel heeft al zijn goedkeuring afgegeven voor het bod van Nippon Steel. U.S. Steel produceert ruim 15 miljoen ton staal op jaarbasis. Op basis van de productie in 2022 zou de combinatie van Nippon Steel en U.S. Steel op de derde plaatst komen te staan van grootste staalproducenten ter wereld, na de China Baowu Group en ArcelorMittal. In januari 2025 blokkeerde de regering-Biden alsnog de overname vanwege de staatsveiligheid. Tot ongenoegen van Japan en de beide staalfabrikanten die het besluit aanvechten. In mei 2025 werd bekend dat president Trump alsnog heeft ingestemd met de overname. De Amerikaanse regering zal wel een gouden aandeel krijgen, maar het vooralsnog niet duidelijk welke rechten hieraan zijn verbonden. De overname werd op 18 juni 2025 afgerond.